# Lupinus uncinatus
Lupinus uncinatus là một loài thực vật có hoa trong họ Đậu. Loài này được Schltdl. miêu tả khoa học đầu tiên.